# Ståle Sandbech
Ståle Sandbech (Bærum, 3 de junio de 1993) es un deportista noruego que compite en snowboard, especialista en las pruebas de big air y slopestyle.
Participó en dos Juegos Olímpicos de Invierno, en los años 2010 y 2014, obteniendo una medalla de plata en Sochi 2014, en la prueba de slopestyle.
Ganó una medalla de oro en el Campeonato Mundial de Snowboard de 2017, en la prueba de big air. Adicionalmente, consiguió seis medallas en los X Games de Invierno.

## Medallero internacional
| Juegos Olímpicos   | Juegos Olímpicos       | Juegos Olímpicos | Juegos Olímpicos |
| Año                | Lugar                  | Medalla          | Prueba           |
| ------------------ | ---------------------- | ---------------- | ---------------- |
| 2014               | Sochi (Rusia)          | Medalla de plata | Slopestyle       |
| Campeonato Mundial |                        |                  |                  |
| Año                | Lugar                  | Medalla          | Prueba           |
| 2017               | Sierra Nevada (España) | Medalla de oro   | Big air          |

| X Games de Invierno | X Games de Invierno    | X Games de Invierno | X Games de Invierno |
| Año                 | Lugar                  | Medalla             | Prueba              |
| ------------------- | ---------------------- | ------------------- | ------------------- |
| 2013                | Aspen (Estados Unidos) | Medalla de bronce   | Big air             |
| 2014                | Aspen (Estados Unidos) | Medalla de bronce   | Big air             |
| 2014                | Aspen (Estados Unidos) | Medalla de bronce   | Slopestyle          |
| 2015                | Aspen (Estados Unidos) | Medalla de plata    | Slopestyle          |
| 2017                | Oslo (Noruega)         | Medalla de plata    | Slopestyle          |
| 2020                | Hafjell (Noruega)      | Medalla de bronce   | Slopestyle          |